# Martina Klicperová-Baker
Martina Klicperová-Baker (* 13. října 1956 Praha) je česká psycholožka. Zabývá se politickou psychologií a výzkumem postkomunistické společnosti.

## Život a kariéra
Vystudovala Filozofickou fakultu Univerzity Karlovy v Praze. Pracovala v oddělení mentální hygieny Výzkumného ústavu psychiatrického v Praze-Bohnicích a na oddělení psychiatrie v Obvodním ústavu národního zdraví Praha 6. V letech 1990 až 1991 byla vedoucí zahraničního oddělení Filozofické fakulty Univerzity Karlovy. Od roku 1991 je zaměstnaná v Psychologickém ústav Akademie věd České republiky. Spolupracuje se San Diego State University. 

## Dílo (výběr)
- KLICPEROVÁ-BAKER, Martina, ed. Ready for democracy?: civic culture and civility with a focus on Czech society. 1st ed. Prague: Institute of Psychology, Academy of Sciences of the Czech Republic, 1999. 269 s. ISBN 80-86174-01-8.
- Demokratická kultura v České republice: občanská kultura, étos a vlastenectví ze srovnávacího pohledu (spoluautorka). Vyd. 1. Praha: Academia, 2007. 285 s. ISBN 978-80-200-1433-7.
- Výchova k občanství pro 21. století (spoluautorka).První vydání. Praha : SPHV, 2008. ISBN 978-80-904187-0-7.
- Demokracie - jak dál?: rizika a výzvy pro Česko a svět (spoluautorka). Vydání první. V Praze: Vyšehrad, 2021. 282 stran. Česko-Evropa-svět: příštích padesát let, svazek 1. ISBN 978-80-7601-500-5.